# Fulco Ruffo di Calabria
Fulco Ruffo di Calabria, principe di Calabria, XVIII conte di Sinopoli (Napoli, 12 agosto 1884 – Ronchi di Apuania, 23 agosto 1946), è stato un nobile, aviatore e politico italiano, eroe e asso del Servizio Aeronautico del Regio Esercito nella prima guerra mondiale, durante la quale conseguì venti vittorie aeree, ottenendo una promozione per meriti di guerra e venendo insignito di una medaglia d'oro al valor militare, di due d'argento, quattro di bronzo e di numerose altre onorificenze italiane e straniere.

## Biografia

### Infanzia

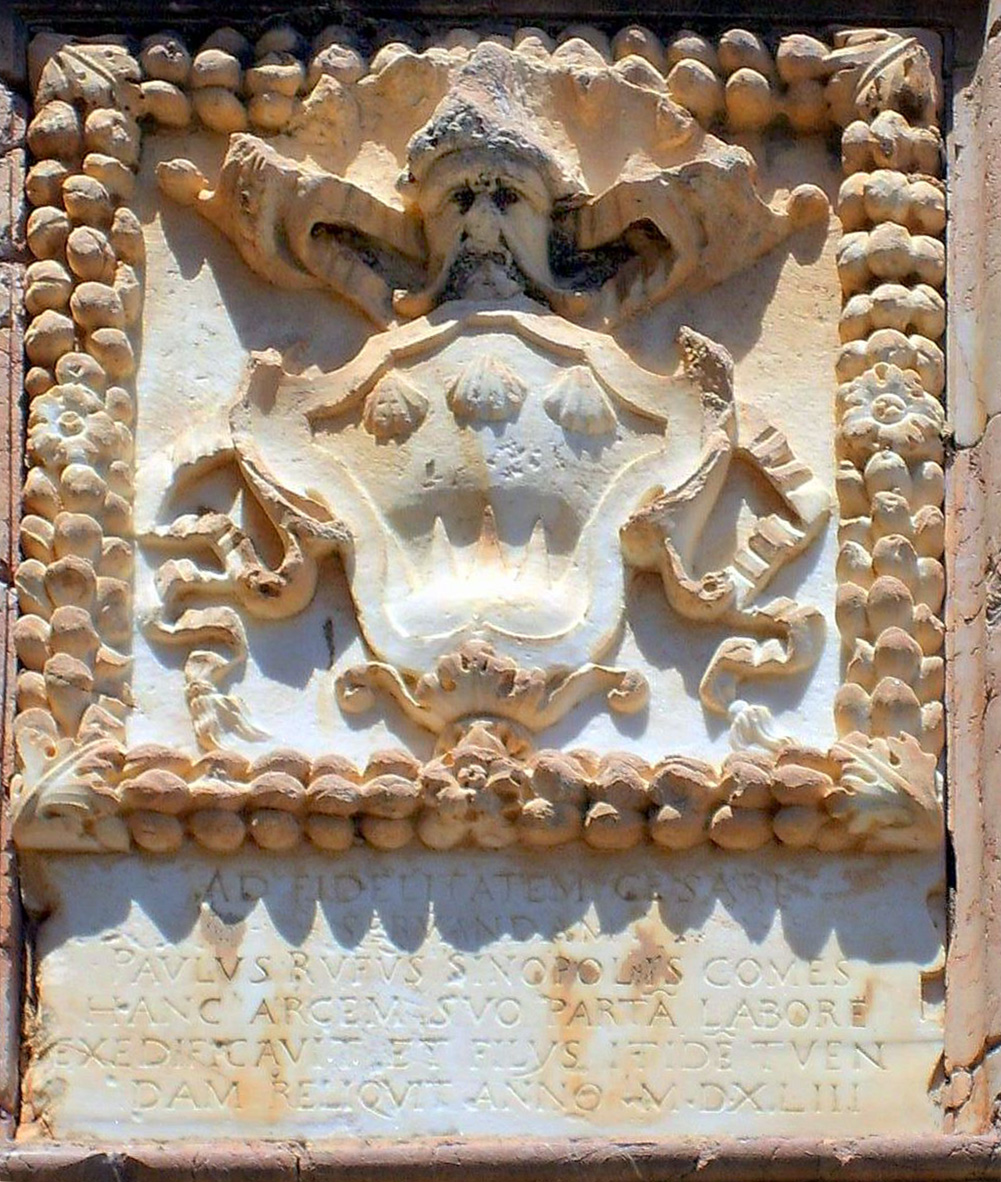
Stemma in pietra dei Ruffo di Calabria al castello Ruffo di Scilla (Reggio Calabria)
Motto: Omnia bene.
Blasonatura: Troncato, cuneato d'argento e di nero, il capo caricato di tre conchiglie al naturale

Figlio di Fulco Beniamino Ruffo di Calabria e di Laura Mosselman du Chenoy, portò in vita i titoli di XVIII conte di Sinopoli, VI duca di Guardia Lombardi, nobile dei Principi di Scilla e patrizio napoletano. Divenne principe sul cognome il 15 marzo 1928.

### Carriera militare

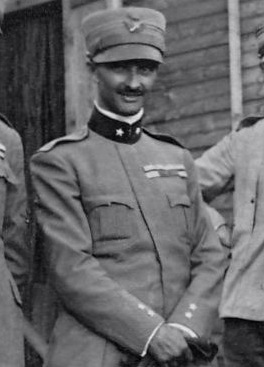
Folco Ruffo di Calabria fotografato da Attilio Prevost

Compiuti gli studi nel Collegio Mondragone di Frascati, il 22 novembre 1904 si arruolò a Foggia, come volontario, nell'11º Reggimento "Cavalleggeri di Foggia", alla Scuola ufficiali di complemento.
Nel maggio 1905 fu promosso caporale, nel novembre 1905 sergente, nel febbraio 1906 sottotenente.
Successivamente si trasferì in Somalia, dove rimase tre anni presso una società italo-belga che si occupava di commercio fluviale.

### Asso dell'aviazione

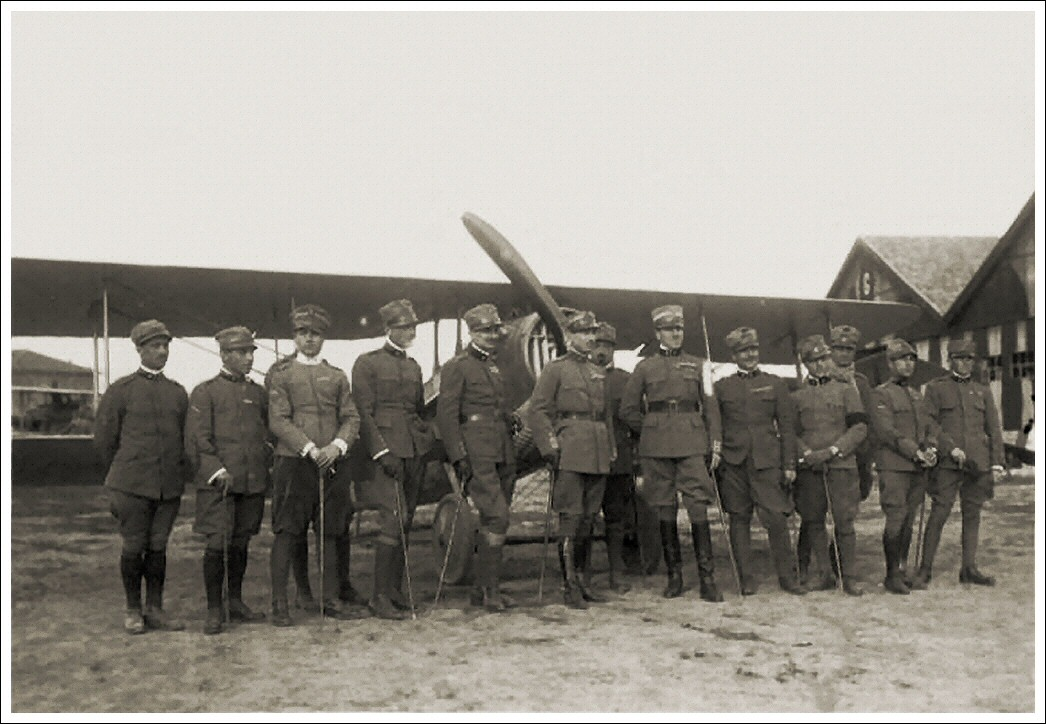
La 91ª Squadriglia aeroplani da caccia; da sinistra: serg. Mario D'Urso, serg. Gaetano Aliperta, ten. Gastone Novelli, ten. Cesare Magistrini, cap. Bartolomeo Costantini, cap. Fulco Ruffo di Calabria, col. Pier Ruggero Piccio, ten. Guido Keller, magg. Francesco Baracca, ten. Ferruccio Ranza, ten. Mario de Bernardi, ten. Adriano Bacula, serg. Guido Nardini, sott. Eduardo Alfredo Olivero

Allo scoppio della prima guerra mondiale rientrò in Italia e si arruolò volontario nel Battaglione aviatori.
Conseguito il brevetto al Centro di formazione di Torino-Mirafiori nel 1915, venne inviato sul teatro di guerra.
Dopo le prime esperienze di volo dal settembre 1915 nella 4ª Squadriglia per l'artiglieria, il 9 agosto 1916 venne assegnato alla 70ª Squadriglia caccia.
Il 23 agosto Francesco Baracca e Ruffo abbatterono l'Hansa-Brandenburg C.I del Zgsf. Anton Himmer della Flik 19 nei pressi di Merna.
Il 16 settembre successivo abbatté, in collaborazione con Baracca e Luigi Olivari, un Lloyd C.II della Flik 16 a Staro Stelo di Caporetto.
L'11 febbraio Baracca (su Nieuport 17) con Ruffo (su Ni 17), il serg. Giulio Poli ed il caporale Antonio Pagliari (su Nieuport 11) abbatté un Br. C.1 del caporale Ludwig Fleck con l'osservatore tenente Wilhelm Siemienski della Flik 35 che, dopo aver colpito il serbatoio del Ni 11 del caporale Anselmo Caselli che rientrò in emergenza, atterrò in emergenza vicino a Premariacco dopo una battaglia sul cielo di Udine alla quale assistette Vittorio Emanuele III, che il giorno dopo si recò al campo per complimentarsi con i piloti. 
Dal 1º maggio 1917 venne assegnato alla 91ª Squadriglia aeroplani da caccia, la famosa Squadriglia degli Assi comandata da Francesco Baracca, alla cui morte, nel giugno 1918, subentrò nel comando fino al 23 settembre 1918, quando il capitano Ruffo assunse il comando interinale del nuovo 17º Gruppo caccia.
Il 5 maggio 1917 Ruffo di Calabria abbatte un Hansa-Brandenburg C.I della Flik 32 su Vipacco, arrivando alla sua quinta vittoria e diventando così il quarto asso italiano in ordine cronologico.
Il 10 maggio, verso le 11 di mattina, abbatté un caccia su Biglia (Merna-Castagnevizza).
Il 12 maggio arrivò la settima vittoria di Ruffo quando, verso le 7 di sera, abbatté in combattimento un velivolo austriaco che precipitò ad oriente di Gorizia.
Il 13 maggio Ruffo abbatté un biposto su Jelenik.
Il 20 ottobre 1918 venne colpito mentre era in volo oltre le linee austriache; miracolosamente riuscì ad atterrare ed a riattraversare il fronte. Pochi giorni dopo l'Austria chiese l'armistizio.
Nel corso della guerra gli furono riconosciuti 20 abbattimenti di aerei nemici, tra i primi cinque piloti della lista degli assi italiani della prima guerra mondiale. Gli vennero conferite la medaglia d'oro al valor militare, due d'argento e quattro di bronzo.
Finita la guerra, Fulco Ruffo di Calabria rimase nel Regio Esercito fino al 1925, congedandosi con il grado di primo capitano di cavalleria, nel Reggimento Piemonte Reale.

### Senatore del regno

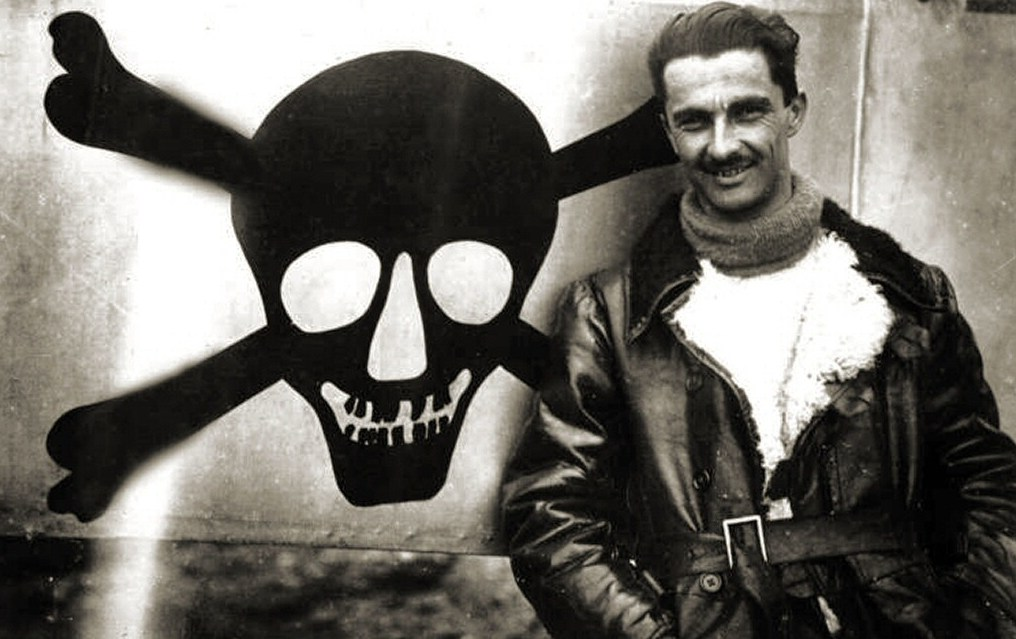
Ruffo di Calabria in divisa da pilota, con a fianco le insegne personali di combattimento

Negli anni successivi si dedicò alla propria azienda agraria e a studi sulle piante.
Anche in questo campo lasciò un segno della sua presenza, in quanto scoprì una varietà di trifoglio, il trifolium vesiculosum Savi, conosciuto con il nome volgare di "trifoglio Ruffo".
Nel 1934 venne nominato senatore del Regno d'Italia. Fu senatore questore dall'aprile 1939 al luglio 1944. Per questo motivo, nell'immediato dopoguerra, fu deferito all'Alta corte di giustizia per le sanzioni contro il fascismo (ACGSF). La richiesta di decadimento fu tuttavia respinta dall'Alta Corte per la comprovata avversione al fascismo e venne reintegrato nella carica di senatore. Occorre sottolineare che sia il primogenito Fabrizio che il secondo maschio, Augusto, furono partigiani impegnati nelle Marche nello sfondamento della linea Gustav da parte degli Alleati: Augusto perse poi la vita nel mare di Pescara durante un'azione congiunta con gli Alleati la notte tra il 2 e il 3 novembre 1943.

### Morte
Morì nella sua casa di Poveromo presso Ronchi di Apuania il 23 agosto 1946.
Il portale web dell'Aeronautica militare italiana ha proposto una pagina, intitolata "I grandi aviatori", dove vengono citate le maggiori personalità storiche dell'aviazione italiana, ponendo Ruffo tra di esse.

## Discendenza
Dal matrimonio di Fulco Ruffo di Calabria con la contessa Luisa Gazelli dei Conti di Rossana (1896-1989) sono nati sette figli:
- Maria Cristina (Roma, 1920-2003), sposa Casimiro San Martino d'Agliè, marchese di Fontanetto con San Germano;
- Laura (Roma, 1921 - Firenze, 1972), sposa Bettino Ricasoli Firidolfi;
- Fabrizio (Roma, 1922-2005), terzogenito, ma primo dei maschi, eredita la linea di primogenitura della famiglia Ruffo di Calabria ed assume il nome di Fabrizio Beniamino di Calabria, principe sul cognome, XIII principe di Scilla, principe di Palazzolo, duca di San Martino, VII duca di Guardia Lombardi, marchese di Licodia,  XIX conte di Sinopoli, conte di Nicotera, barone di Calanna e Crispano, patrizio napoletano, Grande di Spagna di I classe. Il 5 ottobre 1953 sposa Elisabetta Vaciago, da cui ha discendenza maschile.
- Augusto (Roma, 1925 - mare di Pescara 1943);
- Giovanna (Roma, 1927-1941);
- Antonello (Roma, 1930-2017), sposa Rosa Maria Mastrogiovanni Tasca d'Almerita (figli);
- Paola (Forte dei Marmi, 1937), regina dei Belgi per il suo matrimonio con Alberto II del Belgio.

## Onorificenze

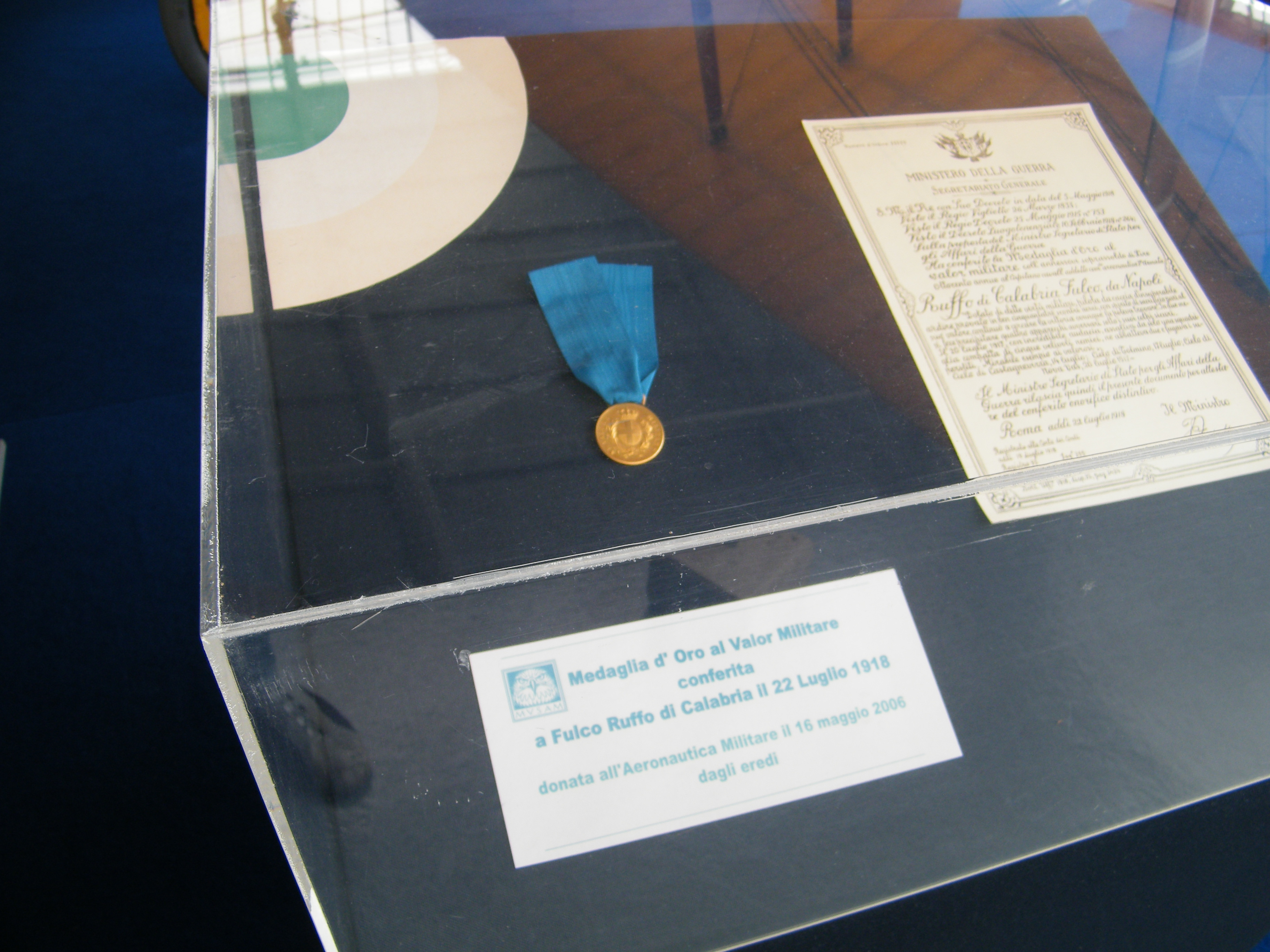
La medaglia d'oro al valor militare concessa a Fulco Ruffo di Calabria custodita presso il Museo storico dell'Aeronautica Militare

## Le vittorie aeree

Il biplano SPAD S.VII appartenuto a Fulco Ruffo di Calabria. Oggi l'aereo è conservato presso il Museo storico dell'Aeronautica Militare di Vigna di Valle

| Abbattimento   | Data              | Ora   | Località                     | Avversario                     | Squadriglia                         | Nota                                                           |
| -------------- | ----------------- | ----- | ---------------------------- | ------------------------------ | ----------------------------------- | -------------------------------------------------------------- |
| 1              | 23 agosto 1916    |       | Biglia (Merna-Castagnevizza) | Hansa-Brandenburg C.I          | 70ª Squadriglia caccia              | Condiviso con Francesco Baracca                                |
| non confermato | 23 agosto 1916    |       | Stariski                     | sconosciuto                    | 70ª Squadriglia caccia              |                                                                |
| 2              | 16 settembre 1916 | 09:30 | Staro Stelo di Caporetto     | Lloyd C.III                    | 70ª Squadriglia caccia              | Condiviso con Francesco Baracca e Luigi Olivari                |
| non confermato | 29 dicembre 1916  | 09:35 | Veliki Dol                   | Albatros Flugzeugwerke         | 70ª Squadriglia caccia              |                                                                |
| non confermato | 1º gennaio 1917   | 15:15 | Monfalcone                   | Albatros Flugzeugwerke         | 70ª Squadriglia caccia              |                                                                |
| 3              | 11 febbraio 1917  |       | Selvis-Orzano di Remanzacco  | Hansa-Brandenburg C.I          | 70ª Squadriglia caccia              | Condiviso con Francesco Baracca, Goffredo Gorini e Giulio Poli |
| 4              | 16 febbraio 1917  |       | Manzano-Medeuzza             | Albatros Flugzeugwerke         | 70ª Squadriglia caccia              |                                                                |
| non confermato | 28 febbraio 1917  | 10:15 | Gradisca d'Isonzo            | sconosciuto                    | 70ª Squadriglia caccia              |                                                                |
| 5              | 5 maggio 1917     |       | Sagrado                      | Biposto sconosciuto            | 91ª Squadriglia aeroplani da caccia |                                                                |
| 6              | 10 maggio 1917    | 11:00 | Biglia (Merna-Castagnevizza) | Scout                          | 91ª Squadriglia aeroplani da caccia |                                                                |
| 7              | 12 maggio 1917    | 19:00 | Monte San Marco di Gorizia   | Scout                          | 91ª Squadriglia aeroplani da caccia |                                                                |
| 8              | 13 maggio 1917    | a.m.  | Jelenik di Krško             | Albatros Flugzeugwerke         | 91ª Squadriglia aeroplani da caccia |                                                                |
| 9              | 26 maggio 1917    | 11:45 | Britof di Kranj              | Albatros Flugzeugwerke         | 91ª Squadriglia aeroplani da caccia |                                                                |
| non confermato | 24 giugno 1917    | 06:30 | Asiago Cima 12               | Albatros Flugzeugwerke         | 91ª Squadriglia aeroplani da caccia |                                                                |
| non confermato | 26 giugno 1917    | 08:30 | Asiago                       | Albatros Flugzeugwerke         | 91ª Squadriglia aeroplani da caccia |                                                                |
| 10             | 14 luglio 1917    | 09:15 | Castagnevizza                | Albatros Flugzeugwerke biposto | 91ª Squadriglia aeroplani da caccia |                                                                |
| 11             | 17 luglio 1917    |       | Log/Santa Lucia di Tolmino   | Scout                          | 91ª Squadriglia aeroplani da caccia |                                                                |
| 12             | 20 luglio 1917    | 09:20 | Est di Nova Vas              | Biposto sconosciuto            | 91ª Squadriglia aeroplani da caccia |                                                                |
| 13             | 20 luglio 1917    | 09:20 | Est di Castagnevizza         | Scout                          | 91ª Squadriglia aeroplani da caccia |                                                                |
| 14             | 25 ottobre 1917   | 08:00 | Lom                          | sconosciuto                    | 91ª Squadriglia aeroplani da caccia |                                                                |
| 15             | 25 ottobre 1917   |       | Tolmino                      | Aviatik                        | 91ª Squadriglia aeroplani da caccia | Condiviso con Bartolomeo Costantini                            |
| 16             | 25 ottobre 1917   |       | Monte San Marco              | Biposto sconosciuto            | 91ª Squadriglia aeroplani da caccia |                                                                |
| 17             | 1918              |       |                              | sconosciuto                    | 91ª Squadriglia aeroplani da caccia |                                                                |
| 18             | 20 maggio 1918    | 09:15 | Volpago/Nervesa              | Scout                          | 91ª Squadriglia aeroplani da caccia |                                                                |
| 19             | 1918              |       |                              | sconosciuto                    | 91ª Squadriglia aeroplani da caccia |                                                                |
| 20             | 15 giugno 1918    | 07:10 | Grave di Papadopoli          | Albatros Flugzeugwerke         | 91ª Squadriglia aeroplani da caccia |                                                                |